# Марк Мунаций Сула Урбан
Марк Мунаций Сула Урбан (на латински: Marcus Munatius Sulla Urbanus) е политик и сенатор на Римската империя през 3 век.
Урбан е син на Марк Мунаций Сула Цериалис (консул 215 г.).
През 234 г. той става консул заедно с Марк Клодий Пупиен Максим (по-късния император Пупиен).